# Thelypteris fayorum
Thelypteris fayorum är en kärrbräkenväxtart som beskrevs av Alan Reid Smith och M. Kessler. Thelypteris fayorum ingår i släktet Thelypteris och familjen Thelypteridaceae. Inga underarter finns listade.